# Diecezja Neyyatinkara
Diecezja Neyyatinkara – diecezja rzymskokatolicka w Indiach. Została utworzona w 1996 z terenu diecezji Trivandrum.

## Ordynariusze
- Vincent Samuel (od 1996)